# Newport East (circonscription du Parlement britannique)
Ne doit pas être confondu avec Newport East (circonscription électorale galloise).
Pour les articles homonymes, voir Newport East.
Circonscription parlementaire de la 

Chambre des communes
Newport East est une circonscription parlementaire britannique située au pays de Galles.

## Members of Parliament
| Élection | Élection | Membres        | Parti  | Portrait |
| -------- | -------- | -------------- | ------ | -------- |
|          | 1983     | Roy Hughes     | Labour |          |
|          | 1997     | Alan Howarth   | Labour |          |
|          | 2005     | Jessica Morden | Labour |          |

## Élections

### Élections dans les années 2010
| Élections générales de 2017: Newport East |                    |                |        |      |       |
| Parti                                     | Parti              | Candidat       | Votes  | %    | ±     |
|                                           | Labour             | Jessica Morden | 20,804 | 56.5 | +15.8 |
|                                           | Conservateur       | Natasha Asghar | 12,801 | 34.8 | +7.5  |
|                                           | UKIP               | Ian Gorman     | 1,180  | 3.2  | -15.2 |
|                                           | Libéral Démocrates | Pete Brown     | 966    | 2.6  | -3.8  |
|                                           | Plaid Cymru        | Cameron Wixcey | 881    | 2.4  | -1.1  |
|                                           | Indépendant        | Nadeem Ahmed   | 188    | 0.5  | N/A   |
| Majorité                                  | Majorité           | Majorité       | 8,003  | 21.7 | +8.3  |
| Participation                             | Participation      | Participation  | 36,820 | 64.3 | +1.6  |
|                                           | Labour hold        | Labour hold    | Swing  | +3.6 |       |

| Élections générales de 2015: Newport East, |                    |                       |        |      |       |
| Parti                                      | Parti              | Candidat              | Votes  | %    | ±     |
|                                            | Labour             | Jessica Morden        | 14,290 | 40.7 | +3.7  |
|                                            | Conservateur       | Natasha Asghar        | 9,585  | 27.3 | +4.3  |
|                                            | UKIP               | David Stock           | 6,466  | 18.4 | +16.5 |
|                                            | Libéral Démocrates | Paul Halliday         | 2,251  | 6.4  | -25.8 |
|                                            | Plaid Cymru        | Tony Salkeld          | 1,231  | 3.5  | +1.4  |
|                                            | Green              | David Mclean          | 887    | 2.5  | N/A   |
|                                            | Socialist Labour   | Shangara Singh Bhatoe | 398    | 1.1  | +0.8  |
| Majorité                                   | Majorité           | Majorité              | 4,705  | 13.4 | +8.6  |
| Participation                              | Participation      | Participation         | 35,108 | 62.7 | -0.9  |
|                                            | Labour hold        | Labour hold           | Swing  | -0.3 |       |

| Élections générales de 2010: Newport East, |                    |                  |        |      |      |
| Parti                                      | Parti              | Candidat         | Votes  | %    | ±    |
|                                            | Labour             | Jessica Morden   | 12,744 | 37.0 | -8.2 |
|                                            | Libéral Démocrates | Ed Townsend      | 11,094 | 32.2 | +8.5 |
|                                            | Conservateur       | Dawn Parry       | 7,918  | 23.0 | -0.5 |
|                                            | BNP                | Keith Jones      | 1,168  | 3.4  | N/A  |
|                                            | Plaid Cymru        | Fiona Cross      | 724    | 2.1  | -1.7 |
|                                            | UKIP               | David Rowlands   | 677    | 2.0  | -1.0 |
|                                            | Socialist Labour   | Elizabeth Screen | 123    | 0.4  | -0.4 |
| Majorité                                   | Majorité           | Majorité         | 1,650  | 4.8  | N/A  |
| Participation                              | Participation      | Participation    | 34,448 | 63.6 | +5.7 |
|                                            | Labour hold        | Labour hold      | Swing  | -8.3 |      |

### Élections dans les années 2000
| Élections générales de 2005: Newport East |                    |                  |        |      |       |
| Parti                                     | Parti              | Candidat         | Votes  | %    | ±     |
|                                           | Labour             | Jessica Morden   | 14,389 | 45.2 | -9.5  |
|                                           | Libéral Démocrates | Ed Townsend      | 7,551  | 23.7 | +9.7  |
|                                           | Conservateur       | Matthew Collings | 7,459  | 23.4 | +0.2  |
|                                           | Plaid Cymru        | Mohammad Asghar  | 1,221  | 3.8  | -1.1  |
|                                           | UKIP               | Roger Thomas     | 945    | 3.0  | +1.7  |
|                                           | Socialist Labour   | Elizabeth Screen | 260    | 0.8  | -0.5  |
| Majorité                                  | Majorité           | Majorité         | 6,838  | 21.5 | -10.0 |
| Participation                             | Participation      | Participation    | 31,825 | 57.9 | +3.2  |
|                                           | Labour hold        | Labour hold      | Swing  | -9.6 |       |

| Élections générales de 2001: Newport East |                    |                  |        |      |       |
| Parti                                     | Parti              | Candidat         | Votes  | %    | ±     |
|                                           | Labour             | Alan Howarth     | 17,120 | 54.7 | -2.9  |
|                                           | Conservateur       | Ian Oakley       | 7,246  | 23.2 | +1.8  |
|                                           | Libéral Démocrates | Alistair Cameron | 4,394  | 14.0 | +3.6  |
|                                           | Plaid Cymru        | Madoc Batcup     | 1,519  | 4.9  | +2.9  |
|                                           | Socialist Labour   | Elizabeth Screen | 420    | 1.3  | -3.9  |
|                                           | UKIP               | Neal Reynolds    | 410    | 1.3  | N/A   |
|                                           | Communiste         | Robert Griffiths | 173    | 0.6  | N/A   |
| Majorité                                  | Majorité           | Majorité         | 9,874  | 31.5 | -4.8  |
| Participation                             | Participation      | Participation    | 31,282 | 54.7 | -18.9 |
|                                           | Labour hold        | Labour hold      | Swing  | N/A  |       |

### Élections dans les années 1990
| Élections générales de 1997: Newport East |                    |                     |         |      |       |
| Parti                                     | Parti              | Candidat            | Votes   | %    | ±     |
|                                           | Labour             | Alan Howarth        | 21,481' | 57.7 | +2.7  |
|                                           | Conservateur       | David Evans         | 7,958   | 21.4 | −10.0 |
|                                           | Libéral Démocrates | Alistair Cameron    | 3,880   | 10.4 | −1.5  |
|                                           | Socialist Labour   | Arthur Scargill     | 1,951   | 5.2  | N/A   |
|                                           | Referendum         | Edward Chaney-Davis | 1,267   | 3.4  | N/A   |
|                                           | Plaid Cymru        | Christopher Holland | 721     | 1.9  | +0.2  |
| Majorité                                  | Majorité           | Majorité            | 13,523  | 36.3 | +7.3  |
| Participation                             | Participation      | Participation       | 37,258  | 73.1 | −7.9  |
|                                           | Labour hold        | Labour hold         | Swing   | N/A  |       |

| Élections générales de 1992: Newport East, |                     |                   |        |      |      |
| Parti                                      | Parti               | Candidat          | Votes  | %    | ±    |
|                                            | Labour              | Roy Hughes        | 23,050 | 55.0 | +5.9 |
|                                            | Conservateur        | Angela A. Emmett  | 13,151 | 31.4 | −0.8 |
|                                            | Libéral Démocrates  | William A. Oliver | 4,991  | 11.9 | N/A  |
|                                            | Plaid Cymru (Green) | Stephen M. Ainley | 716    | 1.7  | +0.6 |
| Majorité                                   | Majorité            | Majorité          | 9,899  | 23.6 | +6.7 |
| Participation                              | Participation       | Participation     | 41,908 | 81.2 | +0.3 |
|                                            | Labour hold         | Labour hold       | Swing  | N/A  |      |

### Élections dans les années 1980
| Élections générales de 1987: Newport East |                   |                         |        |      |       |
| Parti                                     | Parti             | Candidat                | Votes  | %    | ±     |
|                                           | Labour            | Roy Hughes              | 20,518 | 49.1 | +9.5  |
|                                           | Conservateur      | Graham Webster-Gardiner | 13,454 | 32.2 | −0.9  |
|                                           | Social Democratic | Frances David           | 7,383  | 17.7 | −7.9  |
|                                           | Plaid Cymru       | Gareth Butler           | 458    | 1.1  | −0.6  |
| Majorité                                  | Majorité          | Majorité                | 7,064  | 16.9 | +10.4 |
| Participation                             | Participation     | Participation           | 41,813 | 79.9 | +3.3  |
|                                           | Labour hold       | Labour hold             | Swing  | N/A  |       |

| Élections générales de 1983: Newport East |                                  |               |        |      |     |
| Parti                                     | Parti                            | Candidat      | Votes  | %    | ±   |
|                                           | Labour                           | Roy Hughes    | 15,931 | 39.6 | N/A |
|                                           | Conservateur                     | Roy Thomason  | 13,301 | 33.1 | N/A |
|                                           | Social Democratic                | Frances David | 10,293 | 25.6 | N/A |
|                                           | Plaid Cymru                      | David Thomas  | 697    | 1.7  | N/A |
| Majorité                                  | Majorité                         | Majorité      | 2,630  | 6.5  | N/A |
| Participation                             | Participation                    | Participation | 40,222 | 76.6 | N/A |
|                                           | Labour Vainqueur (nouveau siège) |               |        |      |     |